# Desa Wadung (administrativ by i Indonesien, lat -8,04, long 112,58)
Desa Wadung är en administrativ by i Indonesien.   Den ligger i provinsen Jawa Timur, i den västra delen av landet, 700 km öster om huvudstaden Jakarta.